# Championnat de Malte de football 1974-1975
Navigation
Saison précédente Saison suivante
La saison 1974-1975 de First Division Maltaise était la soixantième édition de la première division maltaise.
Lors de cette saison, le La Vallette FC a tenté de conserver son titre de champion face aux neuf meilleurs clubs maltais lors d'une série de matchs se déroulant sur toute l'année.
Les dix clubs participants au championnat ont été confrontés à deux reprises aux neuf autres.
C'est le Floriana FC qui a été sacré champion de Malte pour la vingt-troisième fois.
Deux places étaient qualificatives pour les compétitions européennes, la troisième place étant celles du vainqueur du Trophée Rothman 1974-1975.

## Qualifications en coupe d'Europe
À l'issue de la saison, le champion a participé au 1er tour de la Coupe des clubs champions 1975-1976.
Le vainqueur du Trophée Rothman a pris la place pour la Coupe des coupes 1975-1976.
Le deuxième du championnat a pris la place en Coupe UEFA 1975-1976.

## Les dix clubs participants
| Club                | Stade             | Capacité | Ville      |
| ------------------- | ----------------- | -------- | ---------- |
| Birkirkara-Luxol    | Infetti Ground    | 2 000    | Birkirkara |
| Floriana FC         | -                 | -        | Floriana   |
| Gzira United FC     | -                 | -        | Gzira      |
| Paola Hibernians FC | Hibernians Ground | 8 000    | Paola      |
| Marsa FC            | -                 | -        | Marsa      |
| Mosta FC            | -                 | -        | Mosta      |
| Sliema Wanderers FC | Guze Fava Ground  | 4 000    | Sliema     |
| St. George's FC     | -                 | -        | Bormla     |
| La Vallette FC      | -                 | -        | La Valette |
| Zebbug Rangers FC   | -                 | -        | Zebbug     |

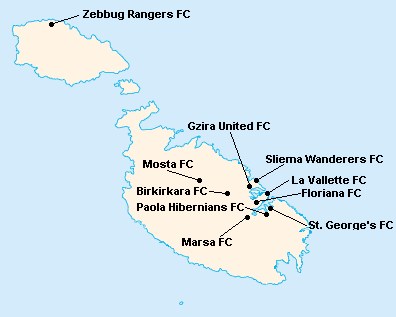
Localisation des clubs engagés dans le championnat.

L'île de Malte étant relativement petite, les clubs évoluent tous au stade National Ta'Qali (17 400 places). Certain cependant ont leur propre enceinte qu'ils peuvent éventuellement utiliser.

## Compétition

### Classement
| Rang | Équipe                 | Pts | J  | G  | N | P  | Bp | Bc | Diff |
| ---- | ---------------------- | --- | -- | -- | - | -- | -- | -- | ---- |
| 1    | Floriana FC            | 31  | 18 | 14 | 3 | 1  | 36 | 9  | +27  |
| 2    | Sliema Wanderers FC    | 24  | 18 | 11 | 2 | 5  | 30 | 20 | +10  |
| 3    | St. George's FC (P)    | 23  | 18 | 8  | 7 | 3  | 21 | 12 | +9   |
| 4    | Birkirkara FC          | 20  | 18 | 8  | 4 | 6  | 17 | 21 | -4   |
| 5    | La Vallette FC (T) (C) | 19  | 18 | 8  | 3 | 7  | 21 | 15 | +6   |
| 6    | Zebbug Rangers FC      | 16  | 18 | 4  | 8 | 6  | 16 | 16 | 0    |
| 7    | Marsa FC               | 15  | 18 | 6  | 3 | 9  | 16 | 17 | -1   |
| 8    | Paola Hibernians FC    | 15  | 18 | 5  | 5 | 8  | 16 | 19 | -3   |
| 9    | Gzira United FC        | 14  | 18 | 5  | 4 | 9  | 14 | 28 | -14  |
| 10   | Mosta FC (P)           | 3   | 18 | 1  | 1 | 16 | 10 | 40 | -30  |

| Légende : Qualifications et relégations | Légende : Qualifications et relégations                                                     |
| --------------------------------------- | ------------------------------------------------------------------------------------------- |
|                                         | Coupe des clubs champions 1975-1976 (1er Tour)                                              |
|                                         | Coupe des coupes 1975-1976 (1er Tour)                                                       |
|                                         | Coupe UEFA 1975-1976 (1er Tour)                                                             |
|                                         | Relégation en Second Division Maltaise                                                      |
|                                         | (T) : Tenant du titre 1973-1974 (P) : Promu en 1973-1974 (C) : Vainqueur du Trophée Rothman |

## Bilan de la saison
| Tableau d'Honneur       |                |
| Compétition             | Vainqueur      |
| First Division Maltaise | Floriana FC    |
| Trophée Rothman         | La Vallette FC |

| Qualifications européennes 1975-1976 |                     |
| Coupe des clubs champions            | Qualifiés           |
| 1er tour                             | Floriana FC         |
| Coupe des coupes                     | Qualifiés           |
| 1er tour                             | La Vallette FC      |
| Coupe UEFA                           | Qualifiés           |
| 1er tour                             | Sliema Wanderers FC |

| Promotions et relégations            |                                     |
| Relégués en Second Division Maltaise | Gzira United FC Mosta FC            |
| Promus de Second Division Maltaise   | Msida Saint-Joseph Senglea Athletic |